# Echinocereus pamanesiorum
Echinocereus pamanesiorum (alicoche de Huayanamoto) es una especie de alicoche de la familia Cactaceae que se distribuye en Durango y Zacatecas en México. La palabra pamanesiorum es un epónimo en honor al General Fernando Pámanes Escobedo, político mexicano que brindó ayuda a A. B. Lau durante sus viajes.

## Descripción
Crece de manera solitaria. El tallo es cilíndrico de color verde oscuro y de 35 cm de alto y 8 cm de ancho. Tiene de 12 a 19 costillas. En cada areola se encuentran hasta 2 espinas centrales, en ocasiones ninguna, son erectas, pardas y de 17 mm de largo. Tiene de 9 a 12 espinas radiales, aplanadas contra la superficie de color amarillo a claro y de 10 mm de largo. La flor aparece en los ápices del tallo, es funeliforme y de color rosado, de 9 cm de diámetro. El fruto que produce es ovoide y de color pardo verdoso.

## Distribución y hábitat
Se distribuye en Durango y Zacatecas en México, confinada a la cuencua del río Huayanamota. Habita en matorrales xerófilos sobre suelos calizos a elevaciones cercanas a 1000 mnsm.

## Estado de conservación
La principal amenaza para su conservación es el sobrepastoreo, sin embargo, no representa un riesgo ya que la especie es relativamente común a pesar de su limitada área de distribución no mayor a 2500 km².